# Asian Le Mans Series 2015-16

Asian Le Mans Series 2015-16 är den fjärde säsongen av den asiatiska långdistansserien för sportvagnar och GT-bilar, Asian Le Mans Series. Säsongen omfattar fyra deltävlingar som körs under hösten/vintern 2015/2016.

## Tävlingskalender
| Datum           | Tävling             | Segrare LMP2 – Team             | Segrare LMP3 - Team                    | Segrare CN - Team                | Segrare GT – Team                               | Segrare GT Am - Team               |
| Datum           | Tävling             | Segrare LMP2 – Förare           | Segrare LMP3 - Förare                  | Segrare CN - Förare              | Segrare GT – Förare                             | Segrare GT Am - Förare             |
| --------------- | ------------------- | ------------------------------- | -------------------------------------- | -------------------------------- | ----------------------------------------------- | ---------------------------------- |
| 10 oktober 2015 | Fuji 2-timmars      | Race Performance                | DC Racing                              | Inga deltagare                   | Clearwater Racing                               | KCMG                               |
| 10 oktober 2015 | Fuji 2-timmars      | Nicolas Leutwiler Shinji Nakano | David Cheng Ho-Pin Tung                | Inga deltagare                   | Weng Sun Mok Keita Sawa Rob Bell                | Paul Ip Christian Ried James Munro |
| 8 november 2015 | Sepang 3-timmars I  | Race Performance                | DC Racing                              | Avelon Formula                   | Clearwater Racing                               | KCMG                               |
| 8 november 2015 | Sepang 3-timmars I  | Nicolas Leutwiler Shinji Nakano | David Cheng Ho-Pin Tung Thomas Laurent | Denis Lian Giorgio Maggi         | Weng Sun Mok Keita Sawa Rob Bell                | Paul Ip Christian Ried Dan Wells   |
| 10 januari 2016 | Burinam 3-timmars   | Jagony Ayam with Eurasia        | DC Racing                              | Inga deltagare fullföljde loppet | Nexus infinity                                  | KCMG                               |
| 10 januari 2016 | Burinam 3-timmars   | Sean Gelael Antonio Giovinazzi  | David Cheng Ho-Pin Tung Thomas Laurent | Inga deltagare fullföljde loppet | Dominic Ang Joshua Hunt                         | Paul Ip Yuan Bo Martin Rump        |
| 24 januari 2016 | Sepang 3-timmars II | Jagony Ayam with Eurasia        | DC Racing                              | Avelon Formula                   | Absolute Racing                                 | KCMG                               |
| 24 januari 2016 | Sepang 3-timmars II | Sean Gelael Antonio Giovinazzi  | David Cheng Ho-Pin Tung Thomas Laurent | Denis Lian Giorgio Maggi         | Jeffrey Lee Alessio Picariello Christopher Mies | Paul Ip Akash Nandy Yuan Bo        |

## Slutställning
| Klass | Förare                           | Team              |
| ----- | -------------------------------- | ----------------- |
| LMP2  | Nicolas Leutwiler                | Race Performance  |
| LMP3  | David Cheng Ho-Pin Tung          | DC Racing         |
| CN    | Denis Lian Giorgio Maggi         | Avelon Formula    |
| GT    | Weng Sun Mok Keita Sawa Rob Bell | Clearwater Racing |
| GT Am | Paul Ip                          | KCMG              |